# 메소포타미아의 살인

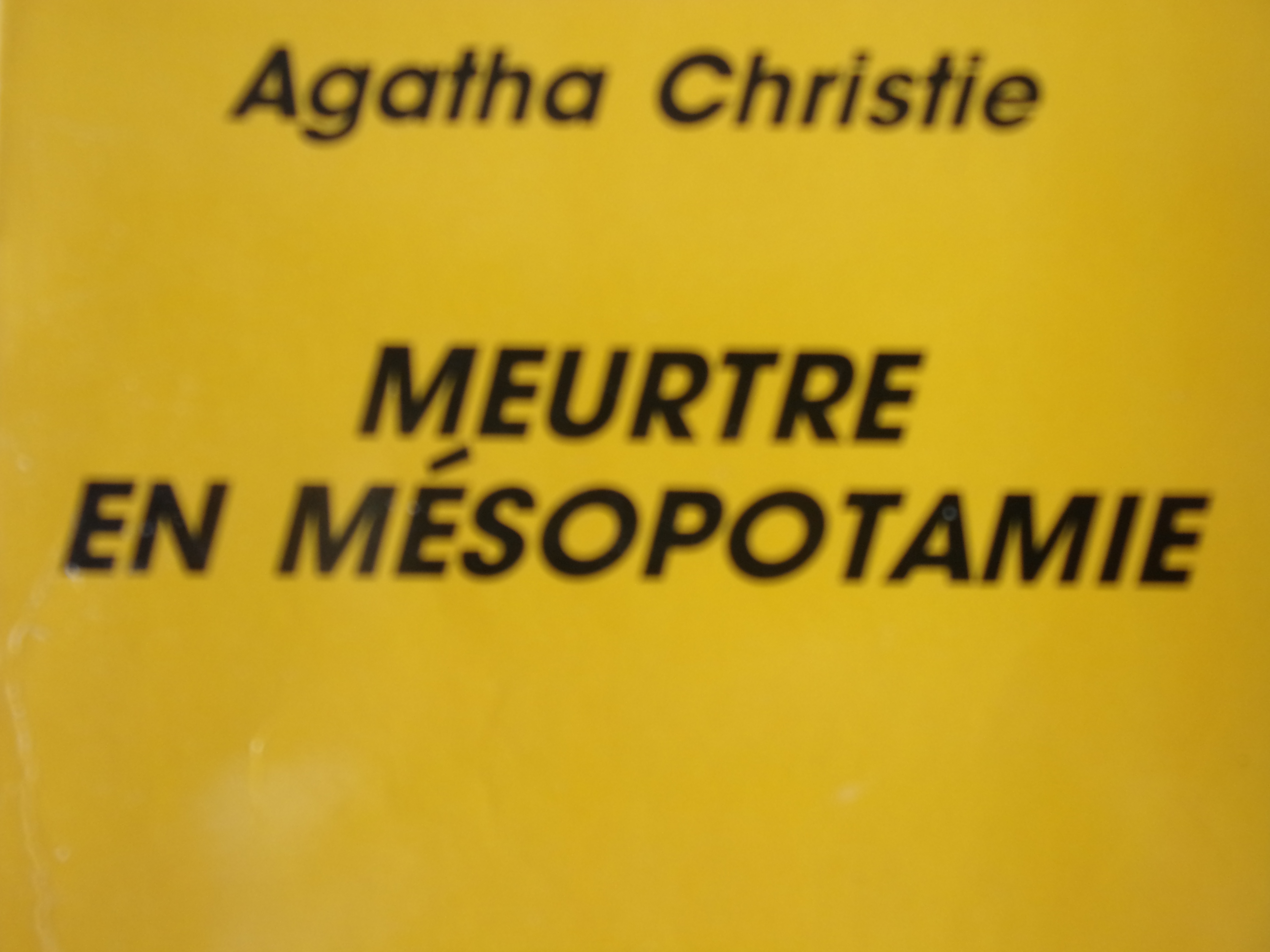

《메소포타미아의 살인(Murder in Mesopotamia)》은 애거사 크리스티가 재혼한 남편 맥스가 고고학자였던 인연으로 중동 유적지를 배경으로 한 추리 소설을 여러 편 썼는데 그중 그들은 바그다드로 갔다가 모험 스릴러적 중동 소설이라면, 이 책은 수수께끼 풀이에 집중한 정통 미스터리로 구분된다.
메소포타미아 발굴 현장에서 마성적 매력을 가진 여인이 살해되고, 발굴단이라는 폐쇄적 집단 속에서 누가 범인이냐를 두고 일대 혼란이 벌어진다. 이 작품의 화자는 레더런 간호사라는 여성이 맡고 있는데, 이 여인은 후에 아서 헤이스팅스 대위 못지않게 자신의 조수 역을 훌륭히 해냈다는 에르퀼 푸아로의 치하를 듣게 된다. 대담한 트릭과 치밀한 사실 고증, 오지에서 인간이 겪는 심리 묘사가 잘 드러난 이 작품은 2001년 에르퀼 푸아로 연기의 대명사인 데이비드 서쳇 주연으로 영화화되었다.

## 등장인물
- 에르퀼 푸아로 : 사립탐정
- 에이미 레더런 : 화자(간호사)
- 에릭 라이드너 : 고고학자
- 루이즈 라이드너 : 에릭의 아내
- 라일리 박사 : 외과의사
- 셰일라 라일리 : 라일리의 딸
- 아부달라 : 토기를 씻는 소년
- 마리 머테이도 : 조셉의 아내
- 메이틀랜드 : 경찰서장
- 리처드 캐리 : 유적 조사단원
- 데이비드 에모트 : 유적 조사단원
- 카를 라이터 : 유적 조사단원
- 라비니 수사 : 유적 조사단원
- 앤 존슨 : 유적 조사단원
- 조셉 머테이도 : 유적 조사단원